# Nancy Zahniser
Pour les articles homonymes, voir Zahniser.
Nancy Rutledge Zahniser, née le 26 octobre 1948 et morte le 5 mai 2016, est une pharmacologue américaine. Elle a été professeur au Département de Pharmacologie de l'Université du Colorado School of Medicine à Aurora dans le Colorado, où elle a également été doyenne associée pour la formation à la recherche,.

## Jeunesse
Nancy Zahniser est née le 26 octobre 1948 à Ann Arbor dans le Michigan et a grandi à Chillicothe, dans l'Ohio. Elle a obtenu un baccalauréat universitaire en chimie au College of Wooster en 1970 et par la suite enseigné à la high-school de science pendant un an à Woodstock School à Mussoorie en Inde,. Elle a obtenu son Philosophiæ doctor en pharmacologie en 1977 à l'Université de Pittsburgh, avec Israel Hanin comme conseiller.

## Recherche
La recherche de Zahniser concerne le rôle de dopamine dans le cerveau, en particulier en relation avec les troubles de dépendance. Elle a publié plus de 150 articles, qui ont été cités plus de 6200 fois, lui donnant un indice h de 44.
En 2014, elle a reçu le Prix de l'Excellence en Pharmacologie/Toxicologie de la Fonddation PhRMA pour ses contributions à la compréhension de la régulation de la dopamine dans la dépendance à la drogue.